# 臺中市尚未列入保護的文化資產列表
臺中市尚未列入保護的文化資產列表，是羅列統計臺中市境內尚未依《文化資產保存法》列入保護的文化資產潛力點（以1945年前就已存在的建物為主）。尚待文化部文化資產局或臺中市文化資產處邀請專家學者、相關單位再行履勘，評估相關文化資產價值後，依文化資產保存法相關規定辦理。

## 官署類
- 台中高農第二校區倉庫：西屯區惠中路上（鄰後備司令部旁...疑似日治時期僅存的台中州立農業學校建物）。
- 原台中測候所：台中公園內的中央氣象局台中氣象站，建於1954年。
- 臺中水道水質化驗所：今水源地文化休閒中心，位於北區體二用地內（國立臺灣體育運動大學後方，有拆除危機）。
- 臺中水道第一唧筒室：位於台灣自來水公司內，建於1922年。
- 太平車站：位於太平區的糖鐵中南線車站，2015年風災已全倒。
- 臺中孔廟：雖建於1976年，但同年份建成的文英館亦能列為古蹟，能列為保存更好。
- 臺中市忠烈祠：建於1970年，但亦有列為保存的價值。
- 台中體育場：入口處立面的鑲嵌畫壁畫，是1961年7月由臺灣美術家顏水龍創作之大作品。
- 原臺灣省菸酒公賣局菸葉試驗所：1938年建，其辦公室為僅存的日治時期建物，目前已改為臺中軟體園區。
- ：1932年建，1935年新竹-台中地震後屋頂改建，目前為合作金庫銀行沙鹿分行的一部分。
- 臺中陸軍病院：1940年建，仍存有部分建物，現為國軍臺中總醫院中清分院。
- 臺中州立工業試驗所：1938年建，仍存有部分建物，現為經濟部標準檢驗局台中分局。

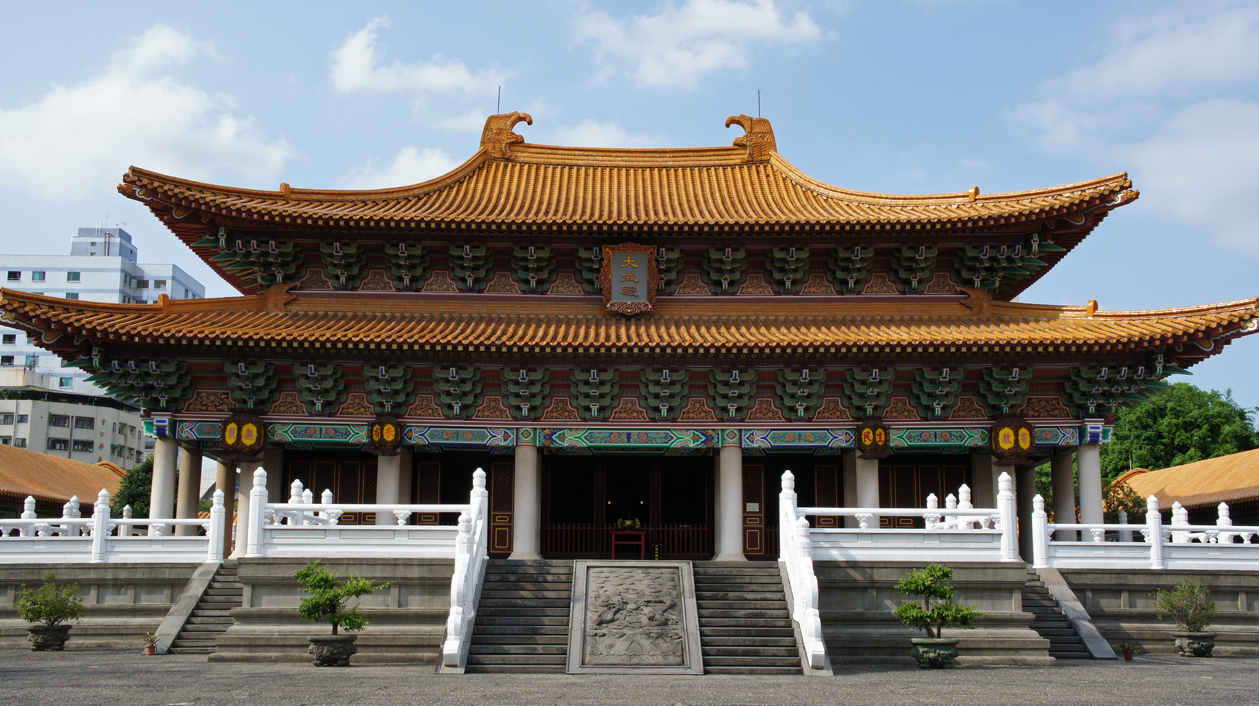
臺中孔廟
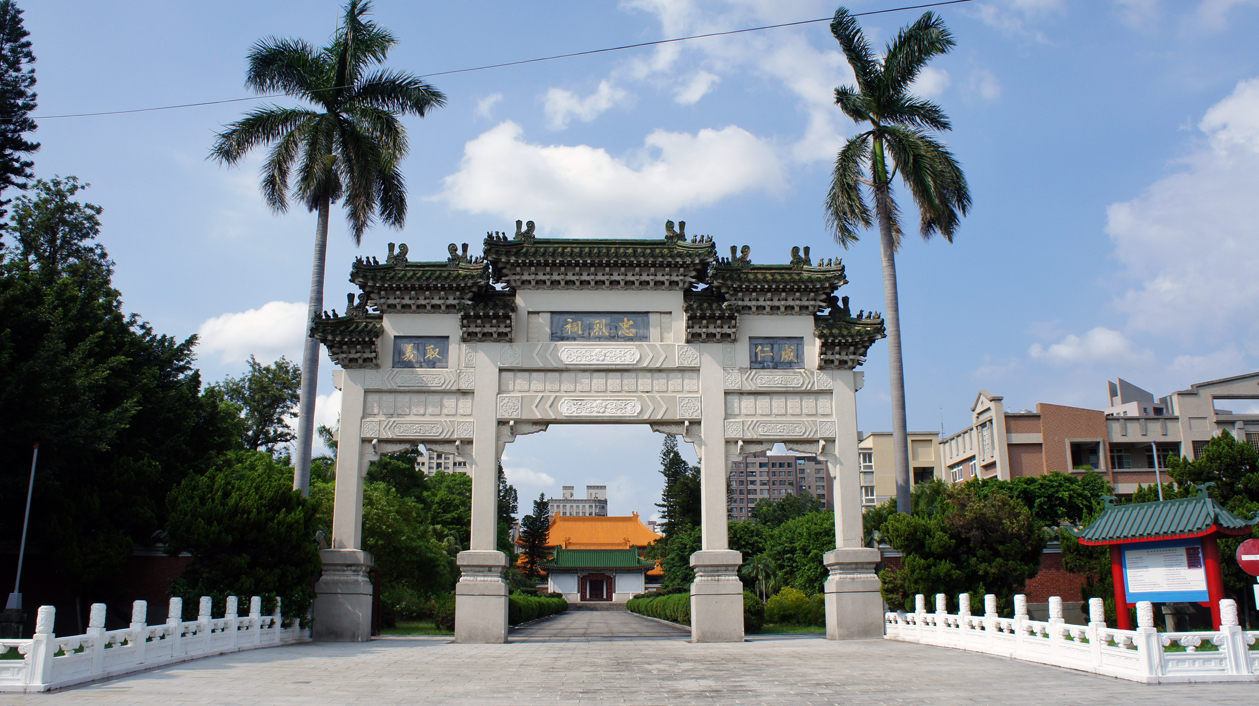
臺中市忠烈祠
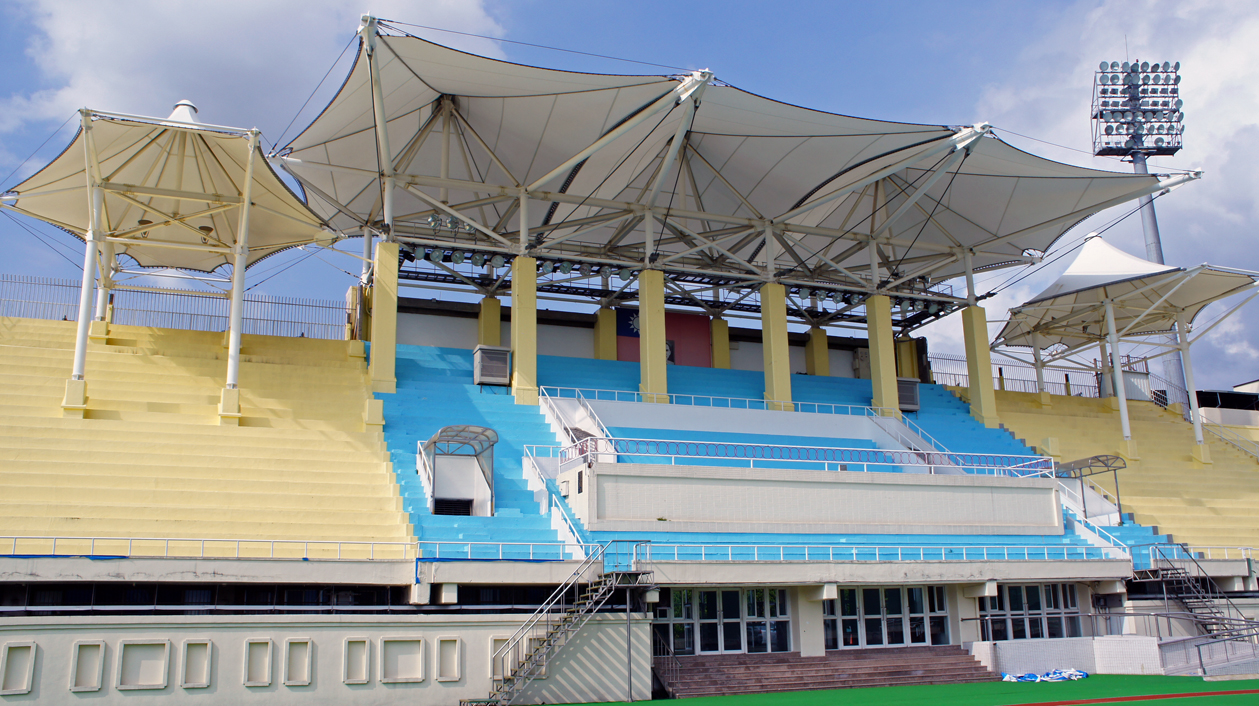
台中體育場
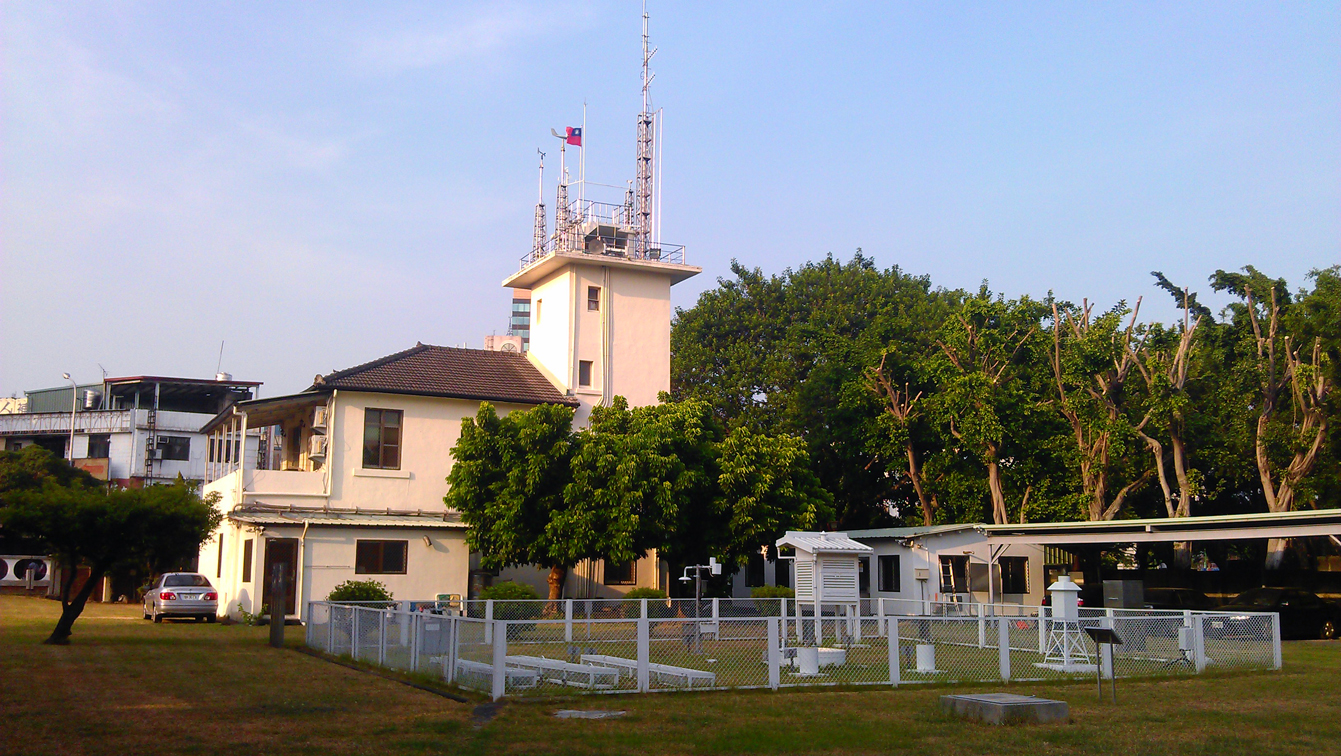
原台中測候所
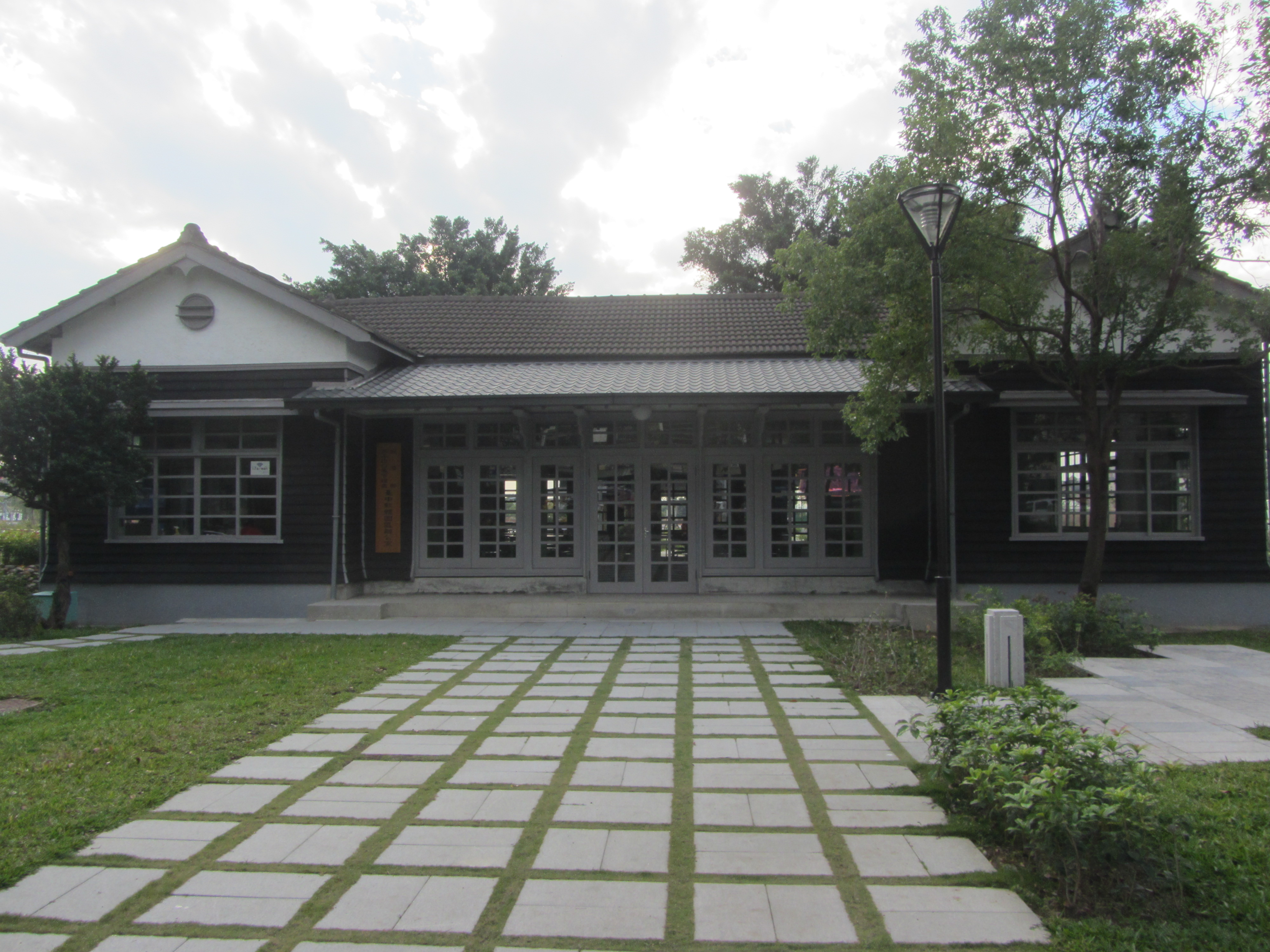
原臺灣省菸酒公賣局菸葉試驗所辦公室

## 商業類
- 梨山賓館：建於1965年，位於梨山風景區內。
- 台中協贊信用組合總社：建於1911年，位於中區中山路202號，今台中市第二信用合作社總社。
- 有限責任台中信用組合總社：建於1938年，位於中區市府路59號，今三信商業銀行總行
- 新富市場六角樓：位於中區的中正路與三民路口第二市場內，僅存的日治時期市場建物。
- 文青果組合會社：位於東區復興路四段的台中後站旁。
- 何藥房：位於中區成功路253號，日治時期大正年間的藥房建物。
- 金振源：位於中區繼光街129號（近成功路），大正紅磚洋樓式建築。
- 東平診所：位於中區中正路311號，與中華路交叉口，建於1957年，曾為東平戲院。
- 株式會社中央書局本店：位於中區中正路125號，與市府路交叉口，昭和元年（1926年）台灣文化協會創設的中央俱樂部。
- 台中武德館：位於中區興中街90號（原為中尊寺庭院），建於1957年的武道館建物。
- 太陽花壁畫：位於已歇業的太陽餅創始店太陽堂（中區自由路二段23號）內，為1964年顏水龍為太陽堂整體設計的一部分。

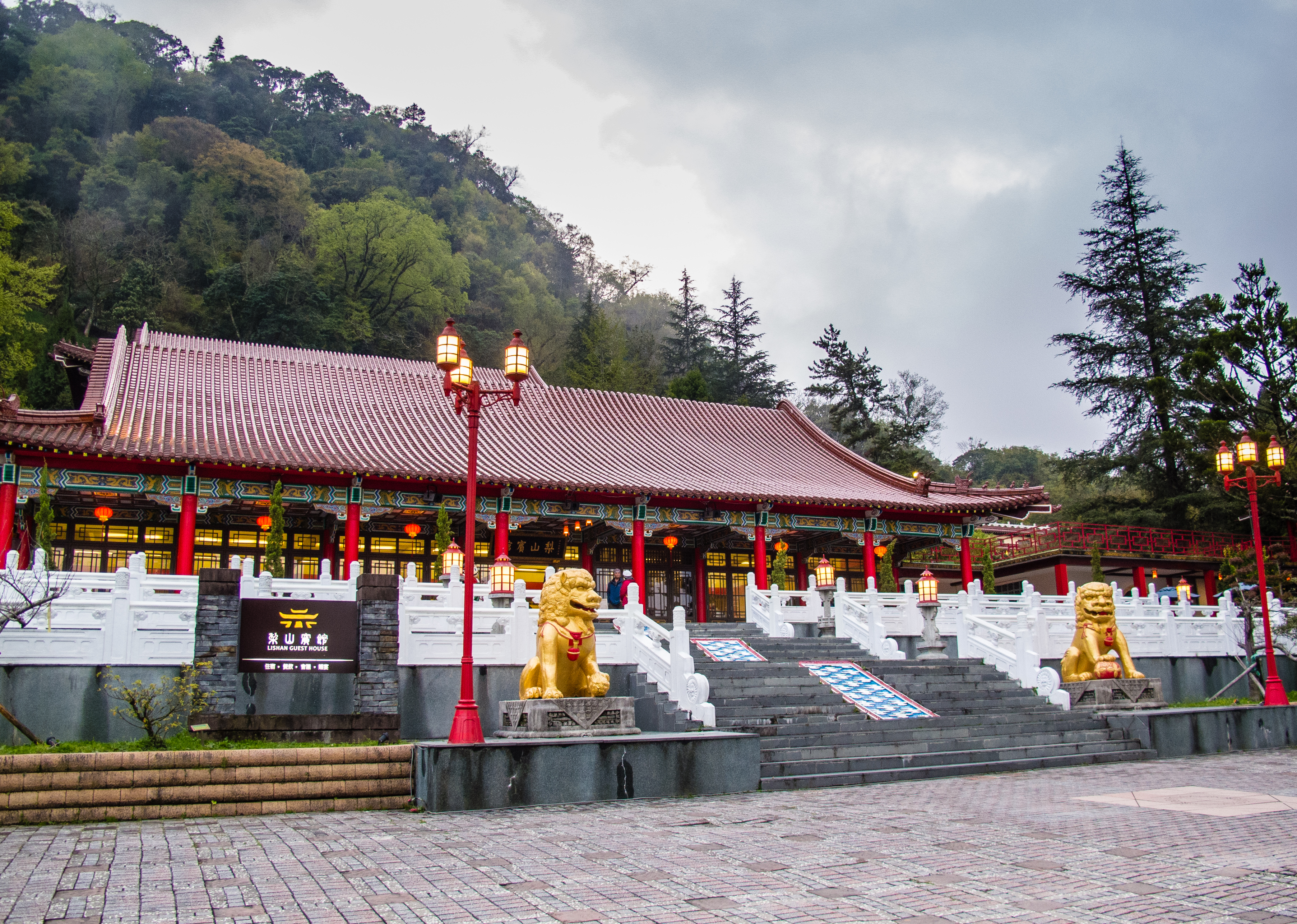
梨山賓館
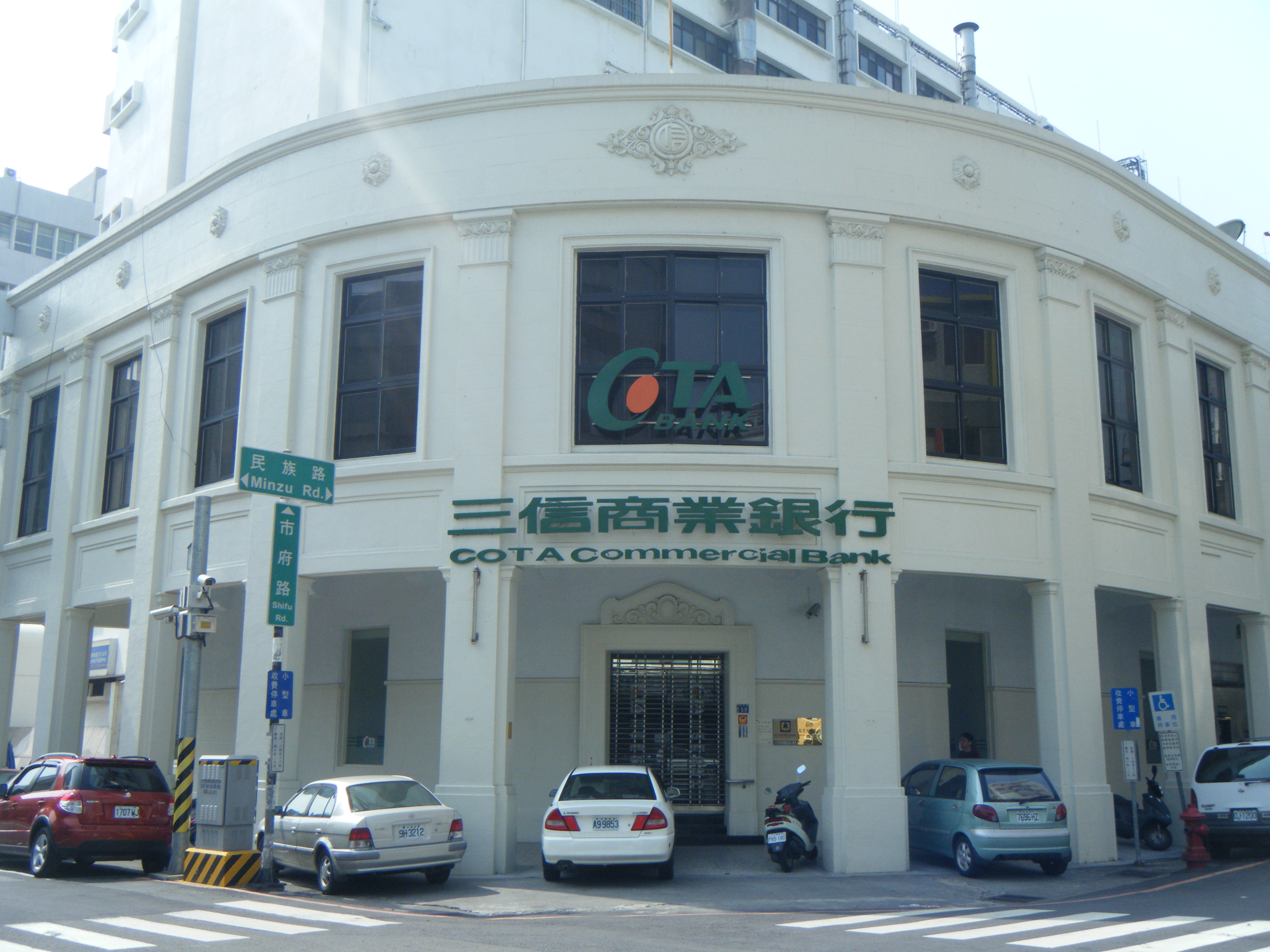
有限責任台中信用組合總社
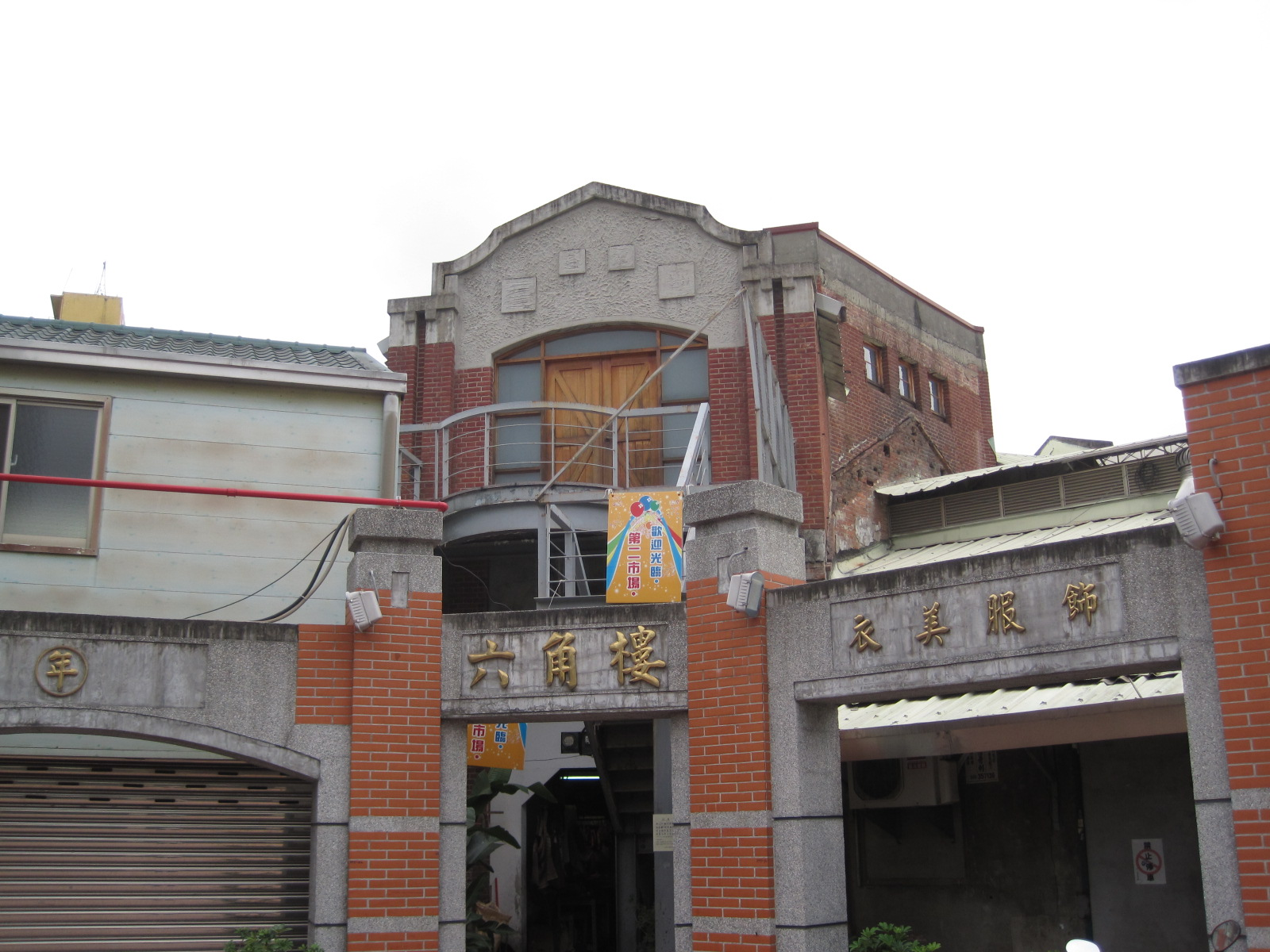
臺中第二市場六角樓
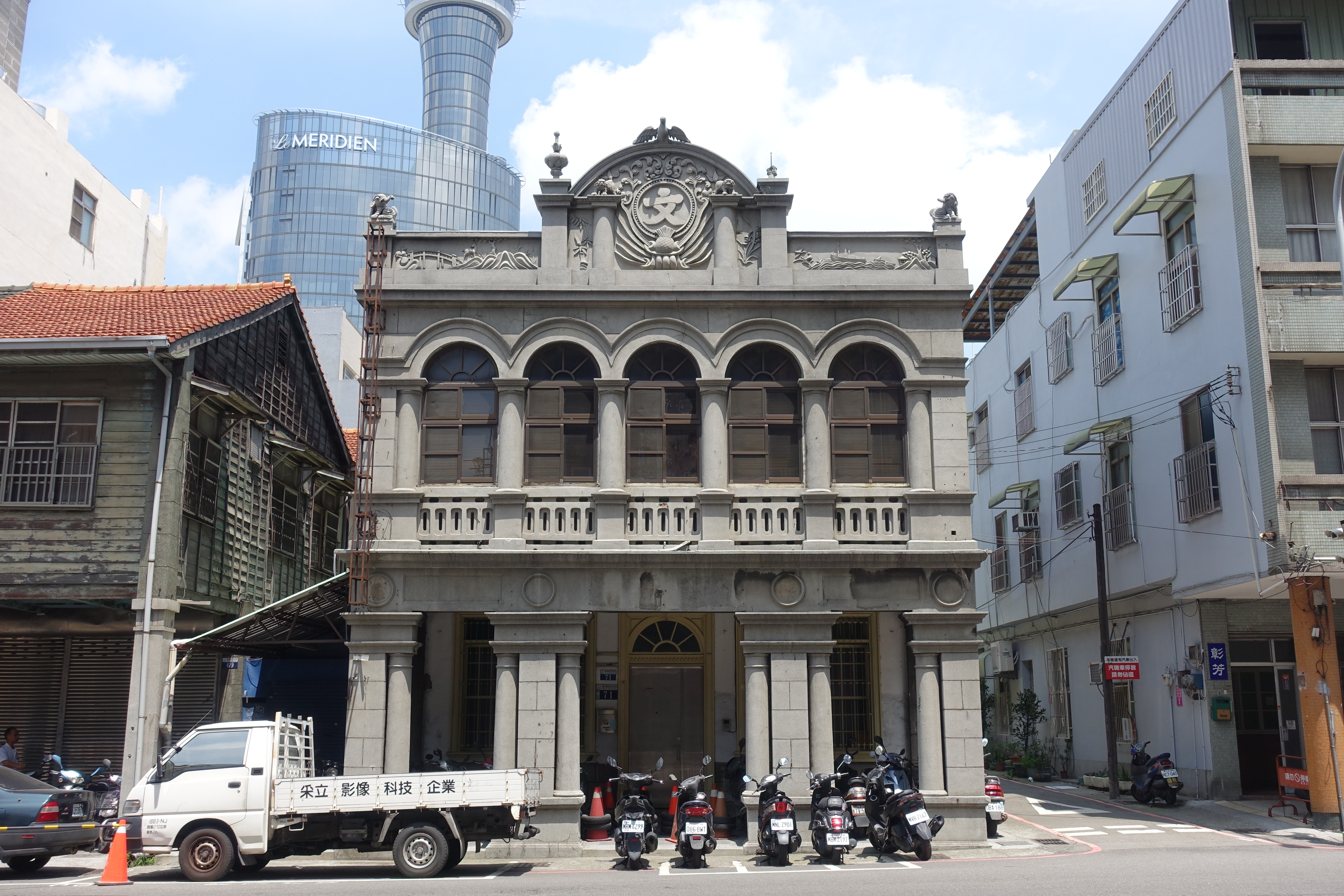
臺中文青果組合會社
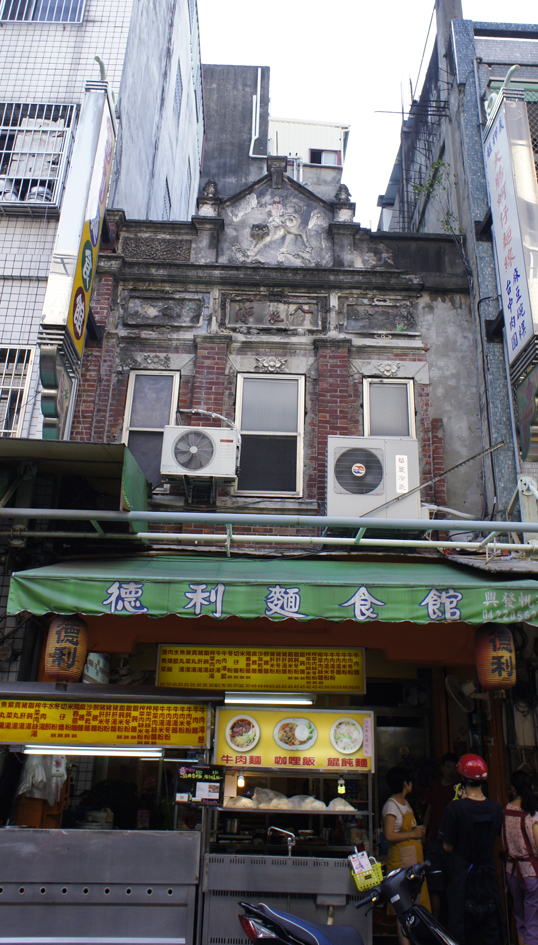
金振源
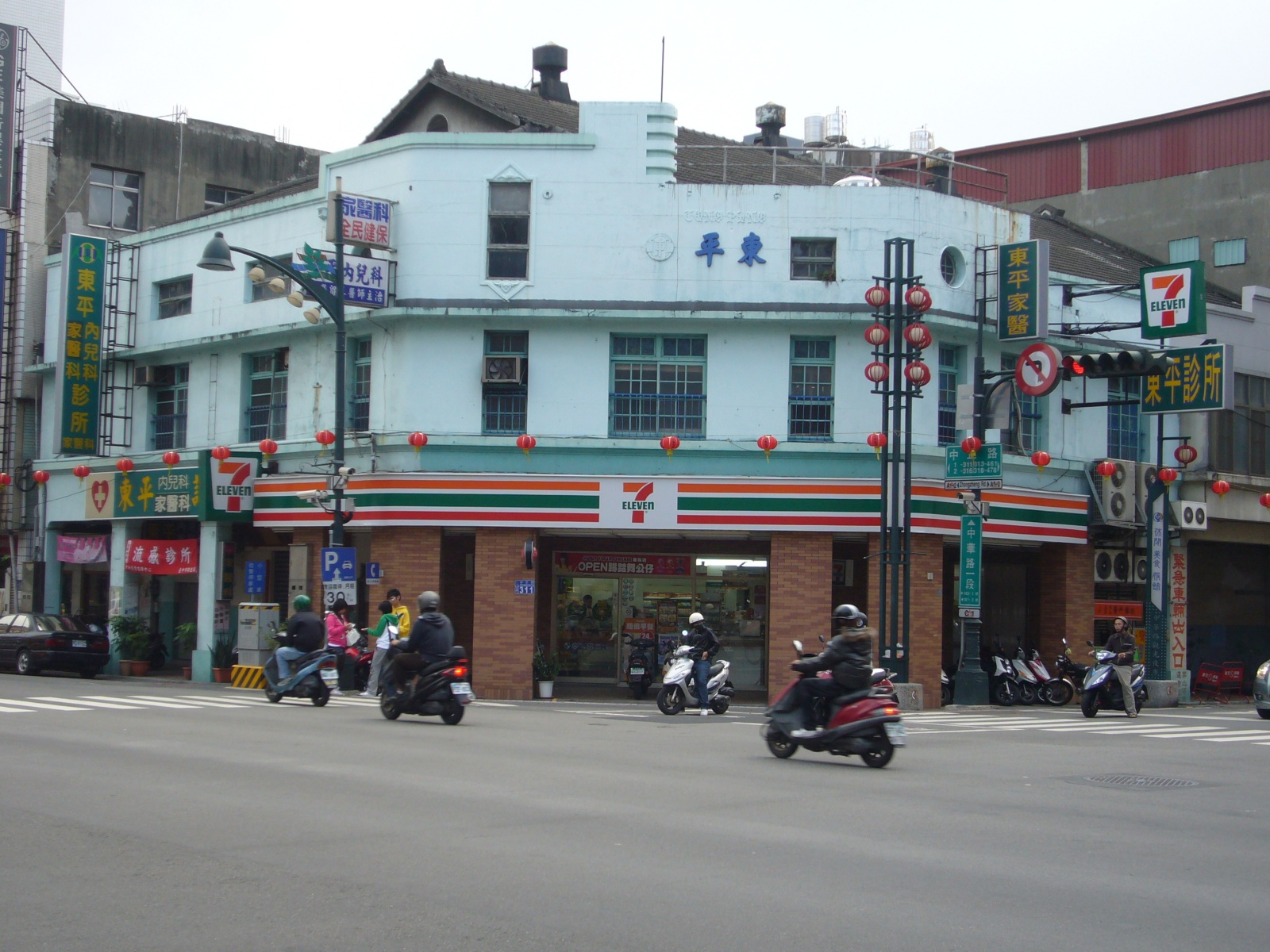
東平戲院
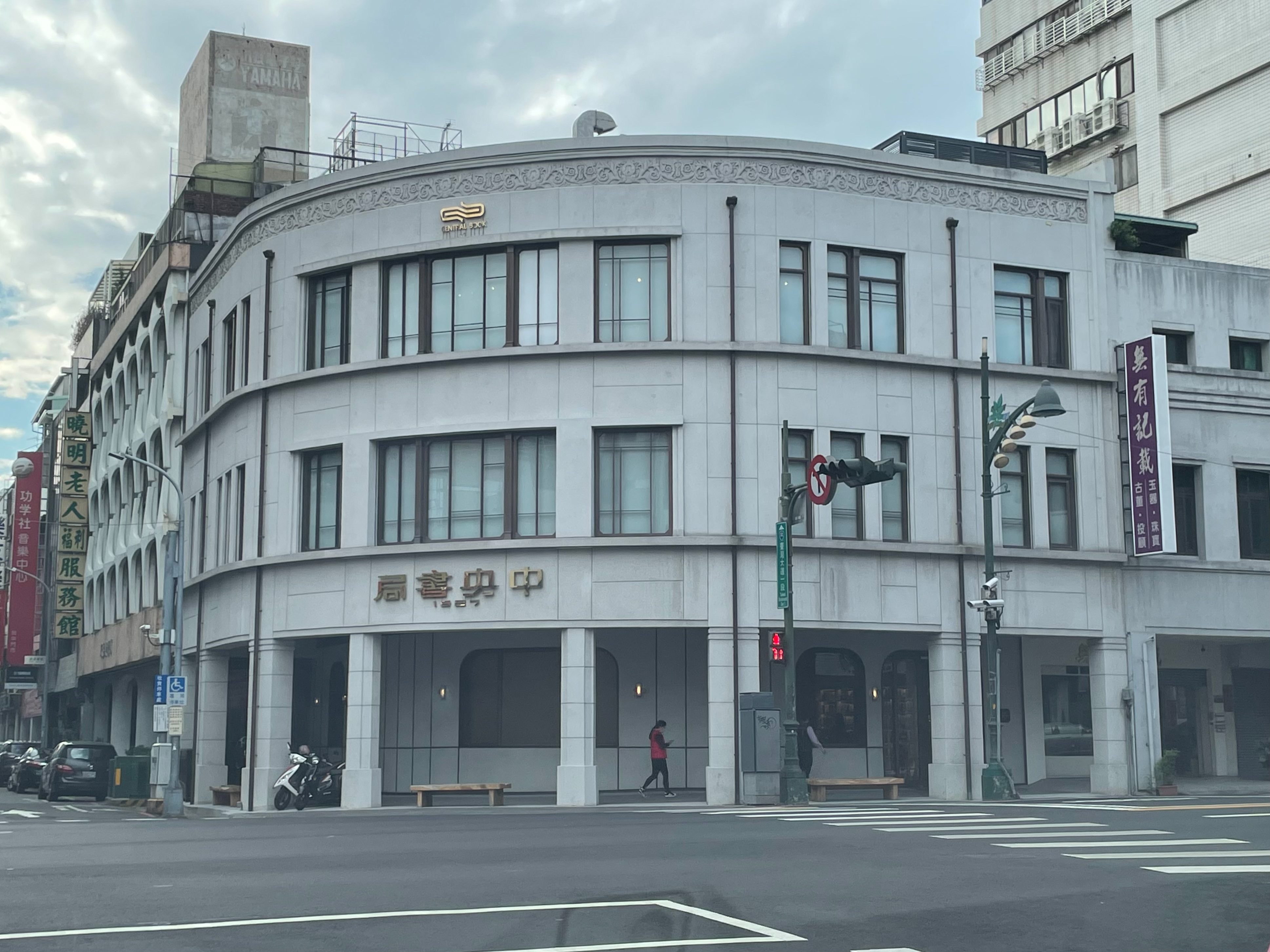
中央書局
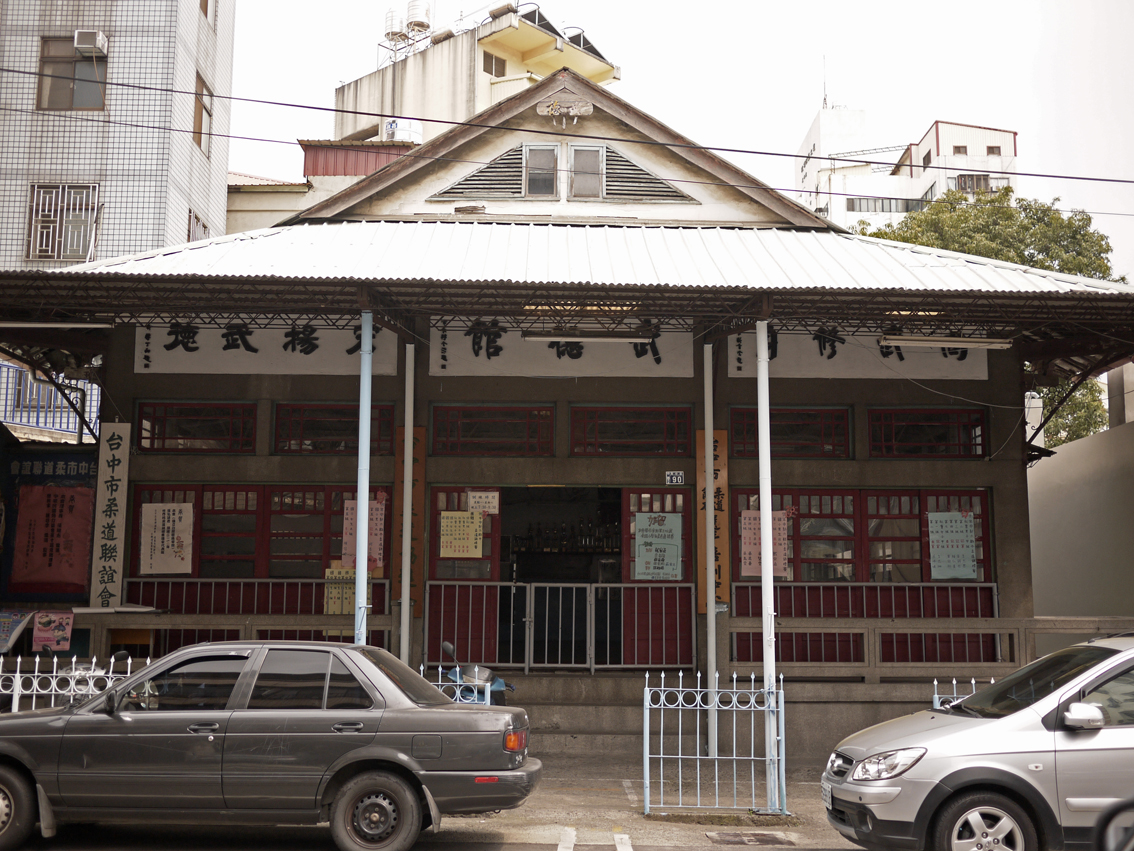
台中武德館

## 宅第類
- 福建源、梅鏡堂、勝昌堂：位於北區體二用地內（國立臺灣體育運動大學後方，有即將拆除危機）。
- 旱溪余氏下邳堂：位於東區旱溪街61巷1號，台中少見的日治時期閩式三合院土角厝。（建築物已經在2020年被拆除）
- 林文欽墓：位於大里區爽文路449號的大里花市供應中心側方田埂小路右轉進去。另有墓道碑於爽文路與德芳路三段交叉口的進士公園內。
- 更樓：原吳鸞旂公館正門門樓，1889年建於新莊子（今台中車站後站區域）。1983年遷建至台中公園內，為台灣僅存的中式更樓建築物。
- 大安中庄黃宅：黃卿宅第，1935年新竹–台中地震後重建為帶有日式洋樓的四合院。
- 外埔許宅：許其琛宅第，位於鐵砧山腳下，1935年新竹–台中地震後第一二進重建為中西式建築；一旁為2021年登錄為市定古蹟的外埔黃宅。
- 神岡林淑景宅：2019年右護龍遭拆除，曾列暫定古蹟[1]。
- 臺中養老院（清風莊）：台中市東本願寺慈光園設立的養老設施，1938年建於老松町的綠川旁。

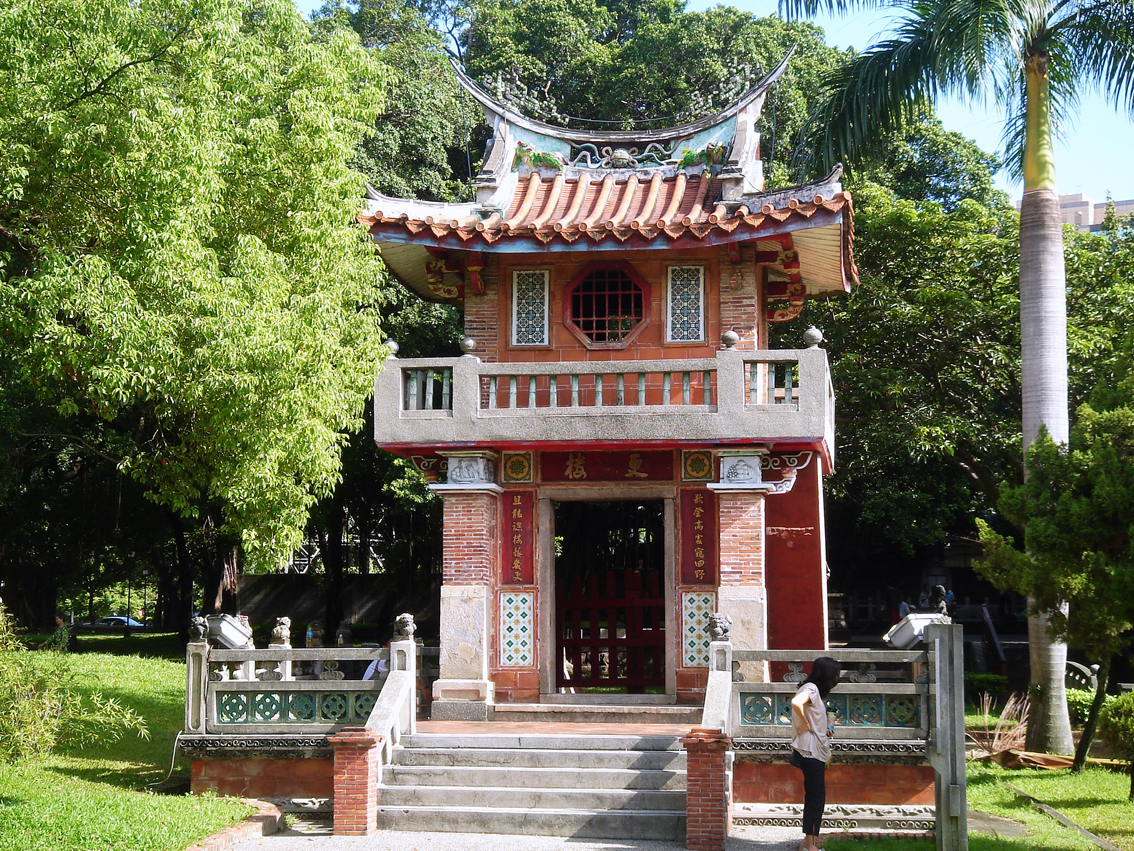
更樓
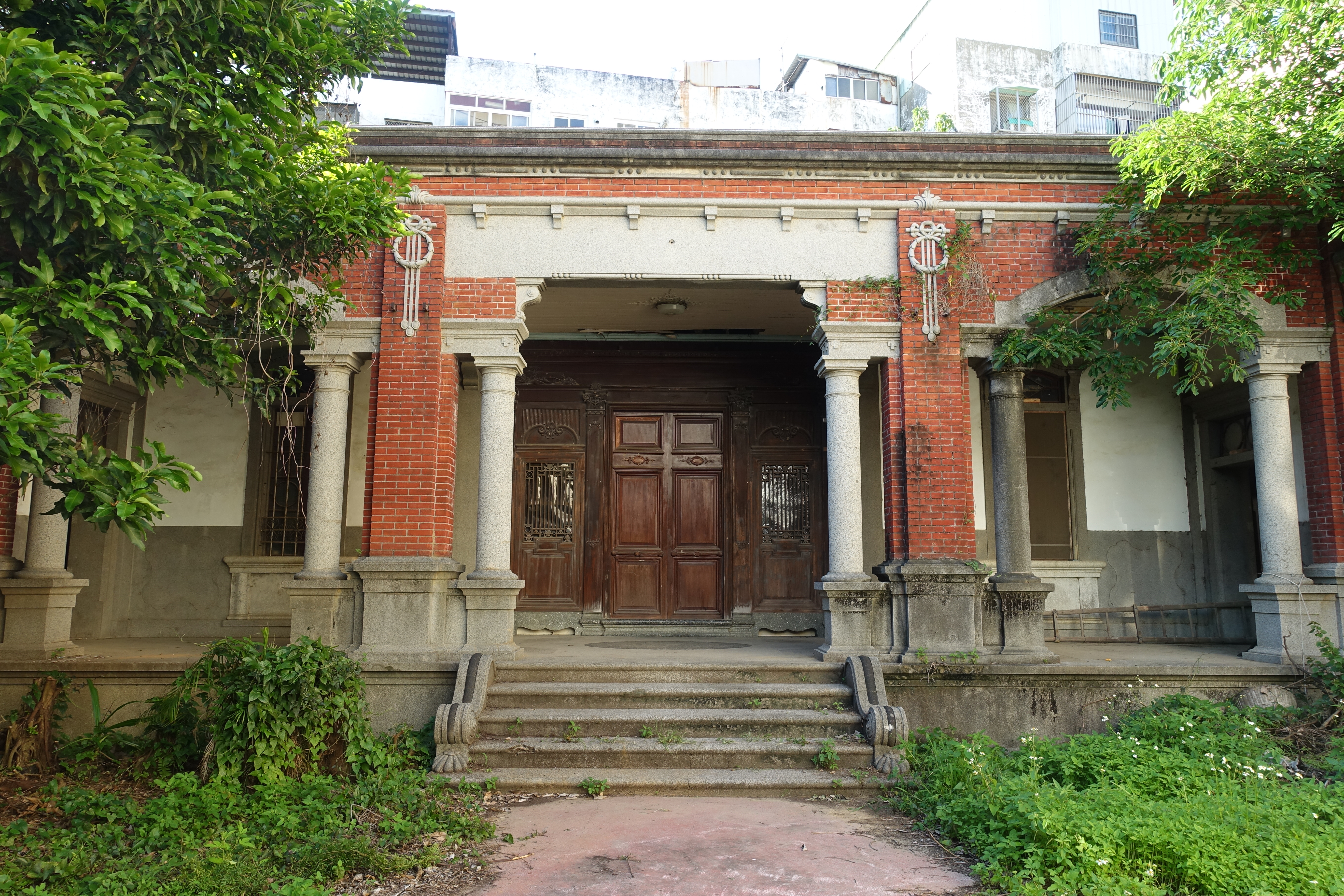
神岡林淑景宅
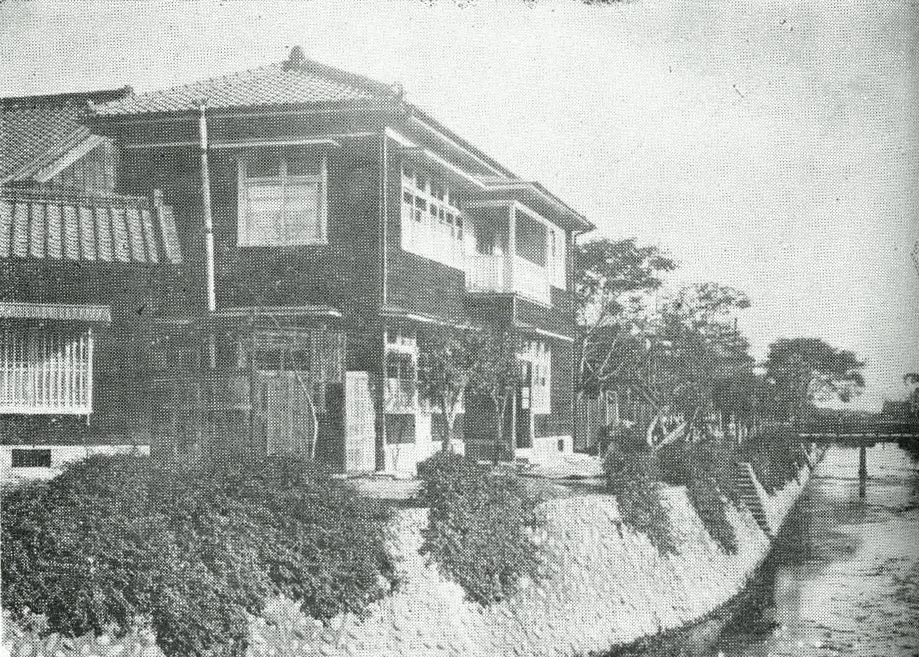
臺中養老院

## 宗教類
- 萬春宮（藍興堡媽祖廟）：位於中區，1947年重建大殿，1958年完成拜殿，1971年重修牌樓，至1975年廟宇才大致完工。
- 寶覺禪寺舊正殿：建於1927年，位於北區健行路140號
- 天主教瑪利諾會語言服務中心：位於西區的三民路一段與貴和街口。
- 豐原慈濟宮：現況為1933年修建完工時之樣貌，位於豐原區中正路179號。

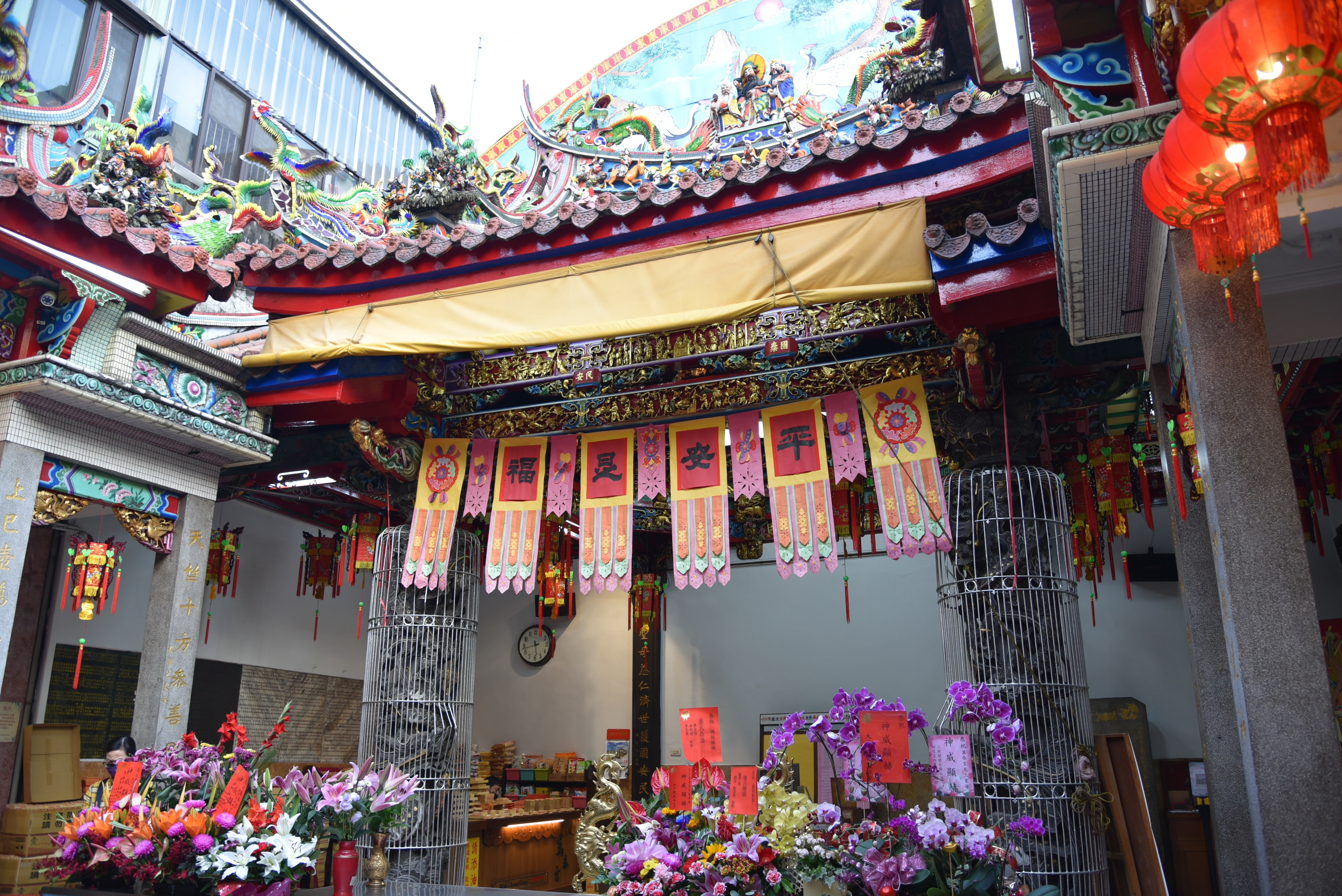
萬春宮
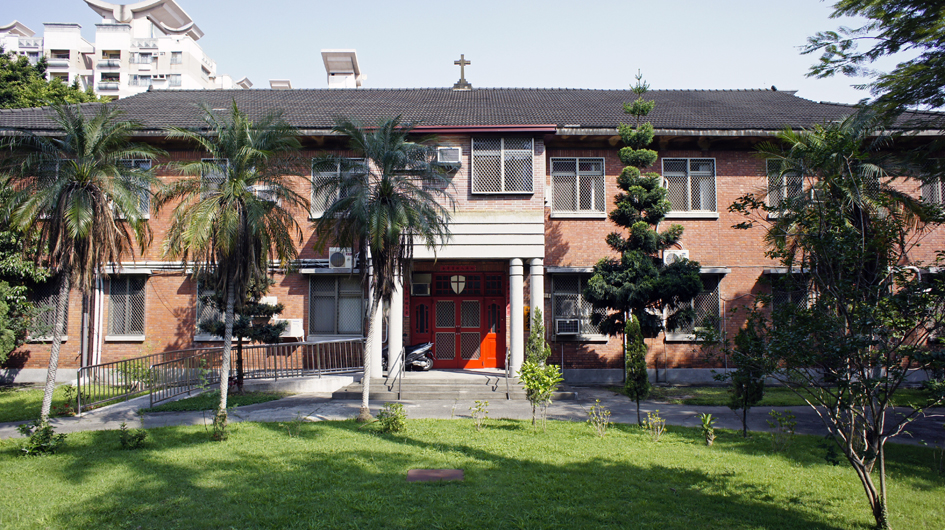
天主教瑪利諾會語言服務中心
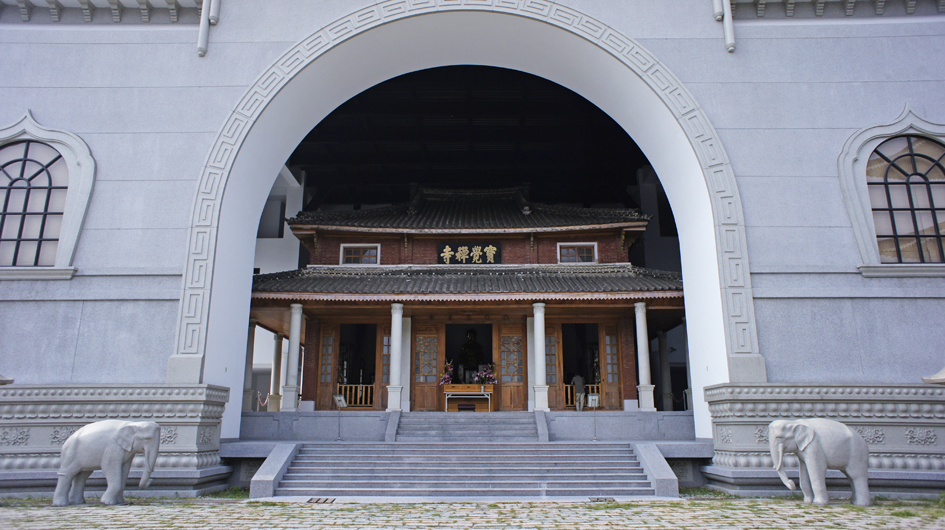
寶覺禪寺舊殿與雕像
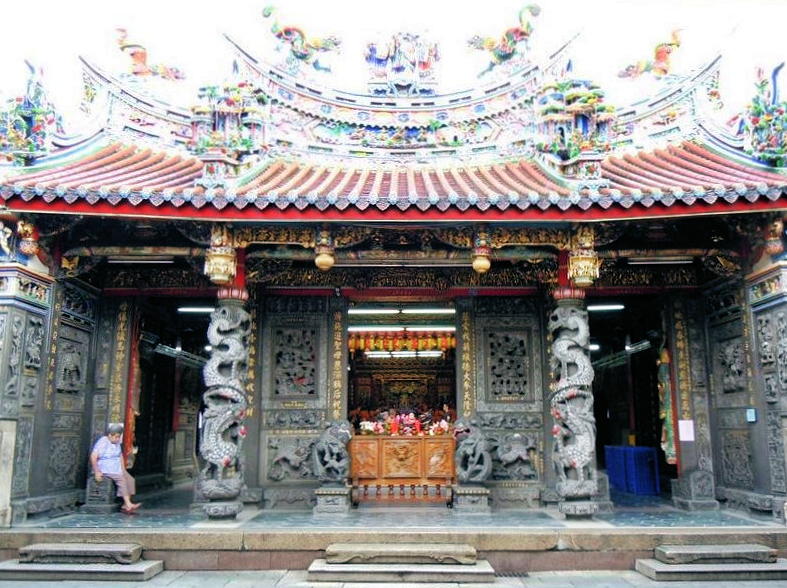